# EHC Visp
EHC Visp (celým názvem: Eishockeyclub Visp) je švýcarský klub ledního hokeje, který sídlí ve městě Visp v kantonu Valais. Založen byl v roce 1941. Švýcarským mistrem se stal Visp v sezóně 1961/62. Poslední účast v nejvyšší soutěži je datováno k sezóně 1971/72. Od sezóny 2017/18 působí v Swiss League, druhé švýcarské nejvyšší soutěži ledního hokeje. Klubové barvy jsou světle černá, červená a bílá.
Do srpna roku 2019 odehrával své domácí zásy v Litterna-Halle s kapacitou 4 300 diváků. Od září roku 2019 hraje klub své domácí zápasy v nově postavené Lozna Arena s kapacitou 5 100 diváků.

## Získané trofeje
- Championnat / National League A ( 1× )
  - 1961/62
- Schweizer Cup ( 1× )
  - 1963/64

## Hokejisté Československa / Česka a Slovenska v dresu EHC Visp
| Hráč         | Sezona    | Národnost |
| ------------ | --------- | --------- |
| Petr Rosol   | 2001/2002 | Česko     |
| Martin Rex   | 2002/2003 | Slovensko |
| Jiří Hubáček | 2007/2008 | Česko     |
| Roman Dolana | 2008/2009 | Česko     |
| Tomáš Dolana | 2008/2011 | Česko     |

## Přehled ligové účasti
Zdroj:
- 1945–1947: Serie A (2. ligová úroveň ve Švýcarsku)
- 1947–1955: National League B (2. ligová úroveň ve Švýcarsku)
- 1955–1960: National League B West (2. ligová úroveň ve Švýcarsku)
- 1960–1972: National League A (1. ligová úroveň ve Švýcarsku)
- 1972–1984: National League B West (2. ligová úroveň ve Švýcarsku)
- 1984–1985: National League B (2. ligová úroveň ve Švýcarsku)
- 1985–1999: 1. Liga (3. ligová úroveň ve Švýcarsku)
- 1999–2017: National League B (2. ligová úroveň ve Švýcarsku)
- 2017– : Swiss League (2. ligová úroveň ve Švýcarsku)

## Účast v mezinárodních pohárech
Zdroj:
Legenda: SP – Spenglerův pohár, EHP – Evropský hokejový pohár, EHL – Evropská hokejová liga, SSix – Super six, IIHFSup – IIHF Superpohár, VC – Victoria Cup, HLMI – Hokejová liga mistrů IIHF, ET – European Trophy, HLM – Hokejová liga mistrů, KP – Kontinentální pohár
- SP 1960 – Základní skupina (5. místo)
- SP 1962 – Základní skupina A (3. místo)